# Wolna przestrzeń Banacha nad przestrzenią metryczną
Wolna przestrzeń Banacha nad przestrzenią metryczną – konstrukcja pozwalająca na stowarzyszenie z daną przestrzenią metryczną M z wyróżnionym punktem przestrzeni Banacha F(M), na której operatory liniowe w pewnym sensie linearyzują odwzorowania lipschitzowskie na M. Pojęcie to zostało sformalizowane przez Godefroya i Kaltona.

## Konstrukcja
Niech (M, d) będzie przestrzenią metryczną z wyróżnionym punktem 0 ∈ M. Wówczas rodzina Lip0(M) złożona z wszystkich skalarnych funkcji lipschitzowskich f na M, które spełniają warunek f(0) = 0 jest przestrzenią Banacha z normą
{\displaystyle \|f\|=\sup {\Big \{}{\frac {|f(x)-f(y)|}{d(x,y)}}\colon x,y\in M,x\neq y{\Big \}}.}
Odwzorowanie δ: M → Lip0(M) określone zależnością
{\displaystyle \langle f,\delta (a)\rangle =f(a)\;\;\;(f\in {\mbox{Lip}}_{0}(M),a\in M)}
jest izometrią. Przestrzeń 
{\displaystyle F(X)={\overline {\mbox{span}}}\{\delta (a)\colon a\in M\}}
nazywana jest wolną przestrzenią Banacha nad przestrzenią metryczną M. Gdy M jest przestrzenią Banacha zwyczajowo za punkt wyróżniony wybiera się zero przestrzeni M. Czasami dla podkreślenia dziedziny odwzorowania δ używa się symbolu δM.

## Własności
Poniżej M oznacza przestrzeń metryczną z wyróżnionym punktem 0 ∈ M.
- Przestrzeń sprzężona F(M)* jest w naturalny sposób izometrycznie izomorficzna z Lip0(M).
- Jeżeli A ⊆ M, 0 ∈ A, to F(A) ⊆ F(M).
- Niech f: M → M będzie odwzorowaniem lipschitzowskim spełniającym warunek f(0) = 0. Wówczas istnieje taki ograniczony operator liniowy T: F(M) → F(M), którego norma jest równa stałej Lipschitza funkcji f, iż T|δ(M) = f.
- Niech M będzie przestrzenią Banacha. Wówczas odwzorowanie δ jest izometrią, która nie jest różniczowalna w sensie Gâteaux.

Dowód. Gdyby funkcja t → δ(u + tv) była różniczkowalna w sensie Gâteaux w zerze, to w szczególności, dla każdego f ∈ Lip0(M) funkcja t → f(u + tv) byłaby różniczkowalna w zerze. To jednak nie jest możliwe w przypadku, gdy 
f(x) = ||x - u|| - ||u||.

## Przykłady
- Przestrzeń F(R) jest izomorficzna z L1 jednak F(R2) nie jest izomorficzna z podprzestrzenią L1[2].